# Fjärås kyrkby
Fjärås kyrkby est une localité de Suède située dans la commune de Kungsbacka du comté de Halland. Elle couvre une superficie de 1,44 km2. En 2010, elle compte 2 321 habitants.